# Arcos de la Llana
Arcos de la Llana és un municipi de la província de Burgos a la comunitat autònoma de Castella i Lleó. Forma part de la comarca d'Alfoz de Burgos.

## Demografia
| 1991 | 1996 | 2001 | 2004 |
| ---- | ---- | ---- | ---- |
| 228  | 249  | 341  | 502  |